# Aime-moi (album de Claude Barzotti)
 (juillet 2011).
Si vous disposez d'ouvrages ou d'articles de référence ou si vous connaissez des sites web de qualité traitant du thème abordé ici, merci de compléter l'article en donnant les références utiles à sa vérifiabilité et en les liant à la section « Notes et références ».
Aime-moi, est le sixième album studio de Claude Barzotti, sorti en 1990. Il s'agit d'une réédition augmentée d'inédits de l'album De corps à coeur sorti en 1989.

## Liste des titres
| No  | Titre                       | Durée |
| --- | --------------------------- | ----- |
| 1.  | Aime-moi                    |       |
| 2.  | Chansons d'enfance          |       |
| 3.  | L'artiste                   |       |
| 4.  | Un p'tit amour qui...       |       |
| 5.  | Marin marin                 |       |
| 6.  | C'est ça la famille         |       |
| 7.  | tout ça pour te dire que... |       |
| 8.  | Ma maison                   |       |
| 9.  | Elle me tue                 |       |
| 10. | Noël sans moi               |       |